# Tristan a Isolda (film)
Tristan a Isolda je romantické drama z roku 2006, natočené Kevinem Reynoldsem. Příběh se inspiruje starou keltskou legendou. V hlavních rolích se představil James Franco a Sophia Myles. Další postavy ztvárnili Rufus Sewell, Mark Strong nebo Henry Cavill. Jedná se o poslední film společnosti Franchise Pictures před jejím bankrotem.

## Herci
- James Franco jako Tristan
  - Thomas Sangster jako malý Tristan
- Sophia Myles jako Isolda
- Rufus Sewell jako král Mark z Cornwallu
- Mark Strong jako Wictred
- Henry Cavill jako Melot
- David O'Hara jako Donnchadh, irský král
- Bronagh Gallagher jako Bragnae
- Graham Mullins jako Morholt
- JB Blanc jako Leon
- Dexter Fletcher jako Orick

- Barbora Kodetová jako Lady Marke

## Děj
Příběh se odehrává během temných dob po pádu Římské říše. Lord Mark plánuje spojit síly anglických kmenů. Ale irský král zaútočí na hrad Tantallon, kde se odehrává jednání o spojenectví. V boji je zabit Tristanův otec a jeho matka chladnokrevně zavražděna. Lord Mark vyvázne s useknutou rukou. Osiřelý Tristan se ocitne ve výchově lorda Marka a jeho sestry.
Po 9 letech je Tristan válečníkem a lord Mark je mu otcem. Tristan spolu s ostatními válečníky napadá irský konvoj. V boji Tristana zraní Morholt, irský válečník, mečem napuštěným jedem. Tristan Morholta zabíjí, ale sám na zranění „umírá“. Melot dopřeje Tristanovi královský pohřeb a vrací se do Cornwallu se smutnou zprávou.
Mezitím moře donese Tristana až k irským břehům, kde ho nalezne Isolda. Ta se o něj se svou komornou Bragnae stará a Tristana z jeho zranění vyléčí. Neprozradí mu však své skutečné jméno. Oba dva se do sebe postupem času zamilují. Isoldin otec zjistí, že na pobřeží se nachází Brit, co zabil Morholta. Isolda proto dává Tristanovi člun a posílá ho zpět k břehům Anglie.
Tristan se vrací do Cornwallu. Všichni chtějí vědět, jak se mu podařilo přežít, on však mlčí. Mezitím se irský král, který se snaží rozeštvat anglické kmeny, rozhodne, že uspořádá turnaj a vítěz dostane Isoldu za ženu. Tristan se turnaje účastní ve jménu lorda Marka, netuší však, že irská princezna je právě Isolda. Turnaj vyhrává Tristan a Isolda mu šťastně říká, že je jeho. Její štěstí ji ale zmizí, když jí otec oznámí, že Tristan nebojoval za sebe, ale za lorda Marka. Isolda si je vědoma své povinnosti, a proto si lorda Marka vezme. Tajně se však schází s Tristanem.
Po čase do Cornwallu přijíždí irský král na korunovaci. Protože je tu noc úplněk a tradice říká, že bojovníci loví během úplňku, lord Mark, Donnchadh a jejich družiny odjíždějí na lov. V lese však narazí na Tristana a Isoldu. Lord Mark nejdřív nechápe, ale poté, co mu Donnchadh řekne, že spojenectví je zmařeno, lord Mark poroučí svým mužům, aby se Tristana chopili. Ani jeden však neví, že Donnchadt se spojil s Wictredem, který mu řekl o aféře mezi Tristanem a Isoldou. Irský král má, co chtěl. Rozhádané anglické kmeny, které nejsou sjednocené. Lord Mark naléhá na Tristana, aby mu prozradil důvod jeho zrady. Ten však mlčí. Až Isolda prozradí Markovi celou pravdu. Lord Mark se rozhodne, že milencům udělí svobodu. Isolda chce s Tristanem odjet na člunu, Tristan ji však sebere veslo a odstrčí od břehu. Mezitím irský král s Wictredem a ostatními vůdci anglických kmenů útočí na cornwallskou pevnost. Tristan se jim vydá na pomoc. V boji ho však Witred zraní. Tristan ho zabije a uřízne mu hlavu, kterou ukáže zrádcům. Ti se obrátí proti irskému králi. Tristanovo zranění je však vážné, a proto Tristan prosí lorda Marka, aby ho odvedl k řece. Za nimi k řece dorazí i Isolda. Tristan umírá Isoldě v náručí.